# Metaeuchromius lata
Metaeuchromius lata là một loài bướm đêm trong họ Crambidae.